# Islands Socialdemokratiske Parti
Islands Socialdemokratiske Parti eller Folkepartiet (islandsk: Alþýðuflokkurinn) var et islandsk socialdemokratisk parti, der blev grundlagt i 1916 af De Samvirkende Fagforbund (Alþýðusamband Íslands) for at fungere som fagbevægelsens politiske talerør. Partiet afbrød sin formelle tilknytning til arbejderbevægelsen efter Island blev en republik i 1944.

## Kernevælgere
Partiets base var bybefolkningen i det sydvestlige Island (Reykjavik-regionen) og arbejdere i Vestfjordenes fiskeribyer. Derimod havde det næsten ingen opbakning i landdistrikterne.

## Historie
Det islandske socialdemokrati blev repræsenteret i Altinget i 1920. Det ledede regeringer i tre korte perioder; 1947-49 under Stefán Jóhann Stefánsson, 1958-59 under Emil Jónsson og 1979-80 under Benedikt Sigurðsson Gröndal. Desuden var socialdemokraterne i regering med det konservative Selvstændighedspartiet 1959-1971. Partiet stod i hele sin levetid markant svagere end sine søsterpartier i de øvrige nordiske lande. Kun ved valgene i 1934 og 1978 opnåede det over 20% af stemmerne. Efter Folkealliancens oprettelse i 1956 fik socialdemokraterne normalt 10-15% af stemmerne.
Udover konkurrencen fra Folkealliancen medvirkede hyppige splittelser med dannelse af udbryderpartier med udgangspunkt i partiets venstrefløj (1930, 1938, 1956, 1983 og 1994) til at svække Socialdemokraterne.
Islands Socialdemokratiske Parti indgik i 1999 i en valgalliance med de tre øvrige venstrefløjspartier Folkealliancen, Kvindelisten og Folkebevægelsen, der i 2000 blev omdannet til partiet Socialdemokratisk Alliance.

### Udbryderpartier
- I 1930 dannede udbrydere fra partiets revolutionære fløj Kommúnistaflokkur Íslands (Islands kommunistiske parti), der blev den islandsk sektion af Komintern.

- I 1937 brød venstrefløjen på ny ud af partiet. Udbryderne etablerede året efter det uafhængige kommunistparti Socialistpartiet.

- I 1956 etablerede en udbrydergruppe af pacifister og venstreorienterede Folkealliancen sammen med Socialistpartiet med Islands Socialdemokratiske Partis tidligere formand Hannibal Valdimarsson som første leder.

- I 1982 brød den tidligere justits- og undervisningsminister Vilmundur Gylfason med partiet og etablerede året efter Bandalag Jafnaðarmanna (Socialistalliancen) som et venstresocialdemokratisk alternativ. Ved altingsvalget 1983 fik partiet 7,3% og fire mandater, men opnåede kun 0,2% i 1987, hvorefter det blev opløst.

- I 1994 brød en kreds omkring Jóhanna Sigurðardóttir ud og etablerede Folkebevægelsen (Þjóðvaki) som et populistisk venstreparti, der efter altingsvalget 1995 blev repræsenteret i Altinget.

## Partiformænd
- Ottó N. Þorláksson (1916)
- Jón Baldvinsson (1916–1938)
- Stefán Jóhann Stefánsson (1938–1952)
- Hannibal Valdimarsson (1952–1954)
- Haraldur Guðmundsson (1954–1958)
- Emil Jónsson (1958–1968)
- Gylfi Þ. Gíslason (1968–1974)
- Benedikt Sigurðsson Gröndal (1974–1980)
- Kjartan Jóhannsson (1980–1984)
- Jón Baldvin Hannibalsson (1984–1996)
- Sighvatur Björgvinsson (1996–1998)
- Guðmundur Árni Stefánsson (1998–2000)

## Valgresultat
| Altingsvalg    | Tilslutning | Mandater |
| -------------- | ----------- | -------- |
| 1916           | 6,8         | 0        |
| 1923           | 16,2        | 1        |
| 1927           | 19,1        | 5        |
| 1931           | 16,1        | 4        |
| 1933           | 19,2        | 5        |
| 1934           | 21,7        | 10       |
| 1937           | 19,0        | 8        |
| 1942 (juli)    | 15,4        | 6        |
| 1942 (oktober) | 14,7        | 7        |
| 1946           | 17,8        | 9        |
| 1949           | 16,5        | 7        |
| 1953           | 15,6        | 6        |
| 1956           | 18,3        | 8        |
| 1959 (juni)    | 12,5        | 6        |
| 1959 (oktober) | 15,2        | 9        |
| 1963           | 14,2        | 8        |
| 1967           | 15,7        | 9        |
| 1971           | 10,5        | 6        |
| 1974           | 9,1         | 5        |
| 1978           | 22,0        | 14       |
| 1979           | 17,5        | 10       |
| 1983           | 11,7        | 6        |
| 1987           | 15,2        | 10       |
| 1991           | 15,5        | 10       |
| 1995           | 11,4        | 7        |